# Philipp Sauerland

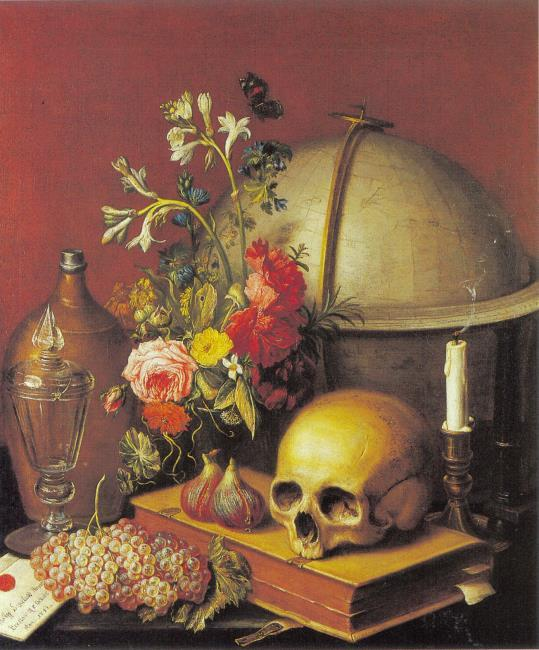
Vanitas con calavera, globo, vela apagada, flores y frutas (1744), colección privada

Philipp Sauerland (Gdańsk, 1677-Breslavia, 1762) fue un pintor silesiano. 

## Biografía
Era hijo del también pintor Philipp Sauerland (a veces diferenciados con los numerales I y II). Estuvo activo en Berlín, Gdańsk y Wrocław, donde pintó bodegones, cuadros de animales y retratos. Elaboró también algunas vanitas, un tipo de bodegón que hace referencia a la fugacidad de la vida y la inevitabilidad de la muerte, como Vanitas (1709, Muzeum Narodowe, Gdańsk) y Vanitas con calavera, globo, vela apagada, flores y frutas (1744, colección privada).